# لهك
لهك (بالفارسية: لهک) هي قرية تقع في قسم دة عباس الريفي (مقاطعة اسلام شهر) في إيران.